# Friedrich Klaeber
Friedrich Klaeber, född 1 oktober 1863, död 4 oktober 1954, var en tysk-amerikansk språkforskare.
Friedrich Klaeber blev professor vid University of Minnesota 1898 och honorärprofessor i Berlin 1932. Han ägnade sig huvudsakligen åt anglistiken. Klaebers huvudarbete var en mycket anlitad utgåva av Beowulf and the fight at Finnsburg (3:e upplagan 1936).